# Willy Gretor

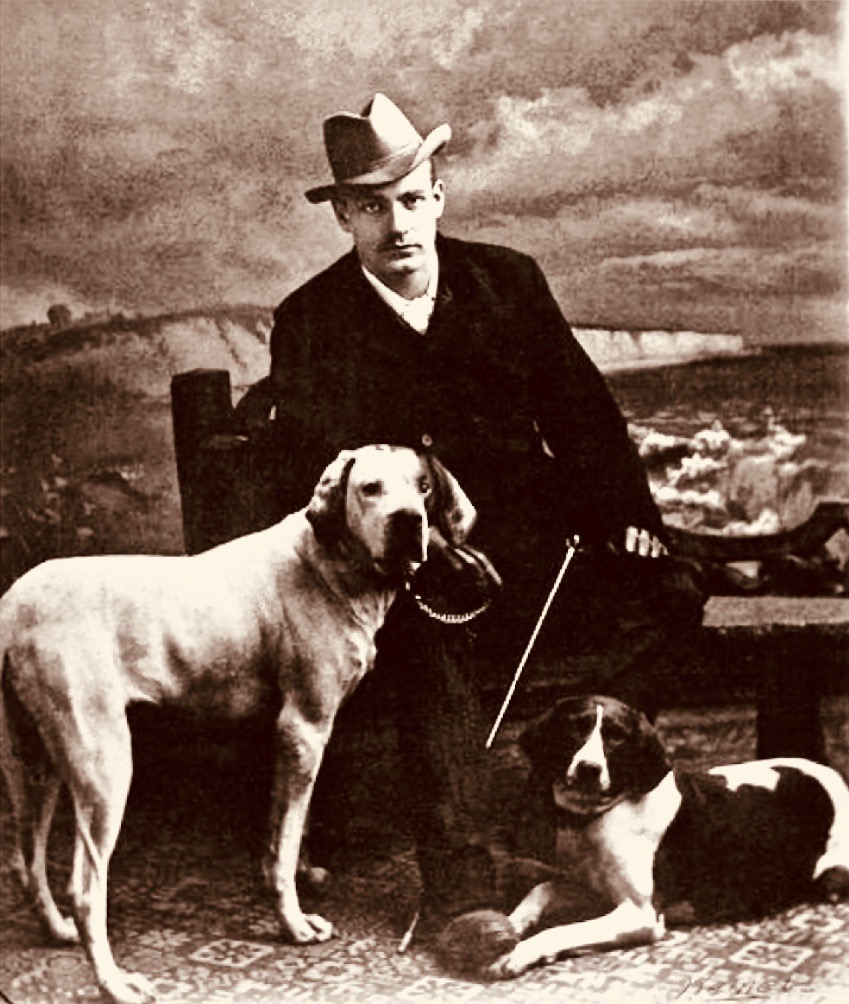
Willy Gretor, um 1905

Willy Gretor (* 16. Juli 1868 auf Schloss Wundlacken bei Königsberg; † 31. Juli 1923 in Kopenhagen), auch Grétor, geboren als Vilhelm Rudolf Julius Petersen, war ein deutsch-dänischer Maler und Kunsthändler.

## Leben

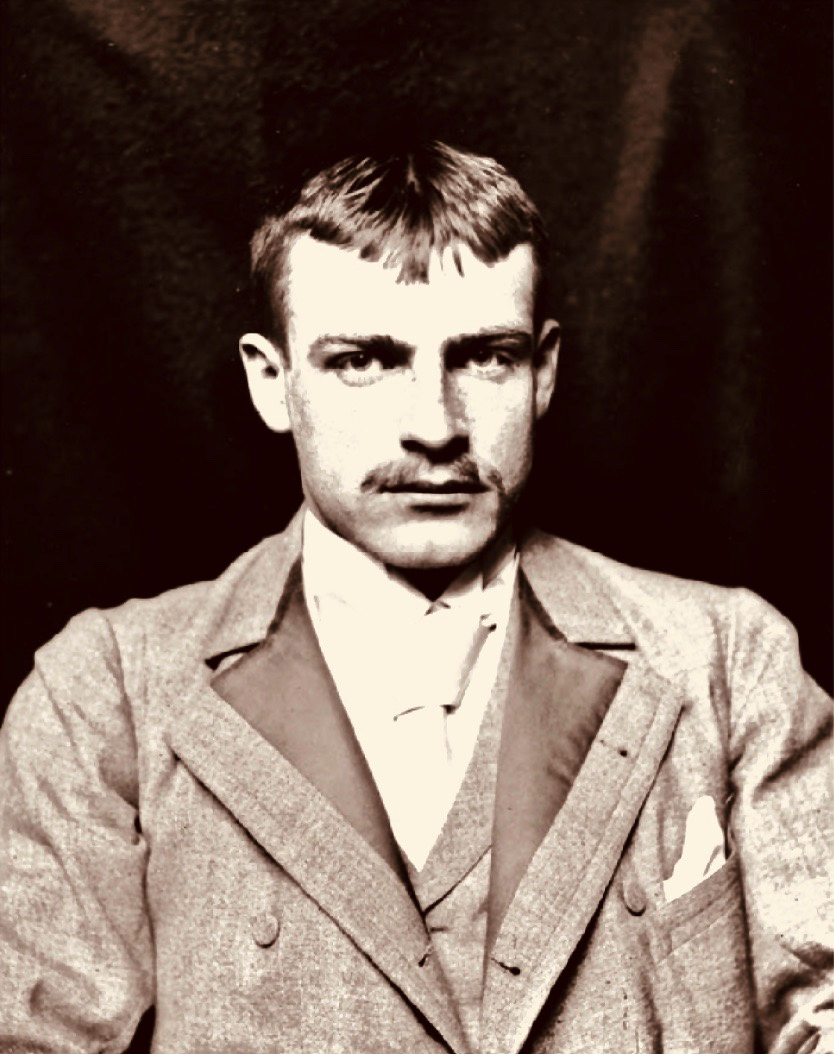
Willy Gretor, um 1895

Vilhelm Rudolf Julius Petersen war Sohn des Flensburger Kaufmanns H. Chr. Petersen.
Als Maler wurde er in Kopenhagen ausgebildet. Er war zunächst Schüler von Niels Pedersen Mols und Bertha Wegmann. 1887 bis 1889 war er Student an der Königlich Dänischen Kunstakademie in Kopenhagen. Deren Ausstellungen beschickte er ab 1890/1891 von Paris aus mit Bildnisstudien. Er kam 1889 nach Lübeck, wo er die Bekanntschaft eines liberalen Kreises von Bürgertöchtern, dem Ibsenklub machte, in dem sich junge Leute trafen, um sich über moderne Literatur auszutauschen und den „eine Aura von Geheimnis und Skandalträchtigkeit umgab“. Neben einer aus seiner Korrespondenz ersichtlichen kurzen Affäre mit der späteren Archäologin Margarethe Gütschow ist auch eine kurzzeitige Verlobung mit einer ihrer Cousinen aus der Familie Fehling überliefert. Aus diesem Beziehungsgeflecht flüchtete er 1890 mit der jungen Lübecker Malerin Maria Slavona nach Paris; die spätere Schauspielerin Lilly Ackermann war Kind dieser Beziehung. Maria Slavona schenkte er Vincent van Goghs Landhaus in der Provence (1888). Ab 1890/91 war Gretor auch auf Ausstellungen in Paris vertreten. Im Anschluss an Maria Slavona wurde Rosa Pfäffinger die Geliebte Willy Gretors, 1891 seine Ehefrau und die Mutter des gemeinsamen Sohnes und späteren Journalisten Georg Gretor (1892–1943). Vater Gretor war später in Frankreich und Spanien als Kunsthändler tätig. Als schillernder Figur auch des Kunsthandels vermittelte er neben anderen Ankäufen unter anderem 1909 die vom Ursprung her sehr umstrittene Wachsbüste der Flora über den Londoner Kunsthändler Murray Marks (1840–1918) an die Berliner Museen.

## Literarische Rezeption
Frank Wedekind war eine Zeit lang Gretors Sekretär. Im November 1898 begann Wedekind die Arbeit an dem Theaterstück Der Marquis von Keith, wobei nun Gretor ihm diente – als Urbild für den Marquis. Ihm ist auch Wedekinds Drama Erdgeist, „der Lulus erster Teil“, gewidmet. Gretor war auch ein Förderer des Verlegers Albert Langen.